# 石山细梗香草
石山细梗香草（学名：Lysimachia capillipes var. cavaleriei）是报春花科珍珠菜属细梗香草的变种。分布在中国大陆的贵州、云南、广西、广东等地，生长于海拔300米至1,200米的地区，见于石灰岩山地，目前尚未由人工引种栽培。